# Скоро прийде весна
«Скоро прийде весна» — радянський художній фільм 1967 року, знятий на кіностудії «Грузія-фільм».

## Сюжет
Літній селянин Мінаго Іремадзе і його дружина гостро переживають спустіння сім'ї. Строгий син одружився з міською жінкою, молодший навчається у вищому навчальному закладі. Мінаго вирішує повернути дітей до сімейного вогнища, відвідує їх в місті і ділиться з ними болем спорожнілого села і покинутих батьків. Душевні переживання батька викликають у синів роздуми, вони зрозуміють необхідність повернення в село, але змінити вони нічого не зможуть. Їх життя тісно пов'язане з містом.

## У ролях
- Серго Закаріадзе — Мінаго, старий селянин (дублював Олексій Алексєєв)
- Сесілія Такаїшвілі — Маріам, дружина Мінаго (дублювала Валентина Караваєва)
- Тенгіз Арчвадзе — Бідзіна (дублював Владислав Ковальков)
- Лія Еліава — Нато (дублювала Неллі Пянтковська)
- Нугзар Мачаваріані — Гіо (дублював Ігор Ясулович)
- Кетеван Джорджадзе — Патола (дублювала Лариса Даниліна)
- Карло Саканделідзе — Савіл (дублював Владислав Баландін)
- Дмитро Капка — Фома Кузьмич (дублював Анатолій Кубацький)
- Акакій Бакрадзе — епізод
- Олена Кіпшидзе — епізод
- Давид Абашидзе — Шота
- Михайло Вашадзе — епізод
- Катерина Верулашвілі — епізод
- Лалі Месхі — епізод
- Іполіт Хвічія — епізод
- Ремі Абесадзе — епізод
- Малхаз Бебурішвілі — епізод
- Етері Бежуашвілі — епізод
- Валеріан Гвенцадзе — епізод
- Валентин Донгузашвілі — епізод
- Марлен Єгутіа — епізод
- Александре Купрашвілі — Сесіка
- Ростом Лорткіпанідзе — епізод

## Знімальна група
- Режисер — Отар Абесадзе
- Сценаристи — Отар Абесадзе, Отія Іоселіані
- Оператор — Абесалом Майсурадзе
- Композитор — Арчіл Кереселідзе